# Cerkiew Zmartwychwstania Pańskiego w Petersburgu (rejon Admirałtiejski)
Cerkiew Zmartwychwstania Pańskiego – prawosławna cerkiew w Petersburgu, nad Kanałem Obwodowym, w okolicach Dworca Warszawskiego, wzniesiona w latach 1904–1908, zamknięta w 1930, odzyskana przez Rosyjski Kościół Prawosławny w 1989.

## Historia
Cerkiew została zbudowana w latach 1904–1908 na miejscu starszej świątyni z lat 90. XIX wieku z inicjatywy bractwa trzeźwości pod wezwaniem św. Aleksandra Newskiego. Bractwo to stawiało sobie za cel walkę z tradycją spożywania napojów alkoholowych w społeczeństwie rosyjskich, jak również propagowania w pełni chrześcijańskiego stylu życia. Swoje placówki prowadziło w całym kraju, w samym Petersburgu posiadało 70 tys. członków. Członkowie bractwa sami podjęli zbiórkę pieniędzy na cel budowy cerkwi, uzyskując ponadto dotację w wysokości 25 tys. rubli od cara Mikołaja II. Autorem projektu świątyni był Dawid Grimm. 25 lipca 1904 miała miejsce ceremonia położenia kamienia węgielnego, w 1906 na dzwonnicę wciągnięto dzwony, zaś 14 grudnia 1908 metropolita petersburski i ładoski Antoni poświęcił główny ołtarz. Tydzień później konsekrowany został ołtarz boczny pod wezwaniem św. Mikołaja. Drugi ołtarz boczny, św. Aleksandra Newskiego, formalnie nie został poświęcony. Jeszcze po 1914 trwały prace nad dekoracją malarską wnętrza.
Szczególnym kultem w cerkwi otaczana była ikona Zmartwychwstania Pańskiego, dar patriarchy jerozolimskiego Damiana, w której umieszczono cząstkę skały Grobu Pańskiego. Druga ikona przedstawiająca tę samą scenę została przekazana do świątyni przez rosyjską misję prawosławną w Jerozolimie i została napisana na desce z dębu, pod którym według tradycji Abraham rozmawiał z aniołami. Ważnym elementem wyposażenia była również kopia Ikony Matki Bożej „Niewyczerpany Kielich”, przed którą odbywały się ceremonie składania dobrowolnych ślubów trzeźwości.
Po rewolucji październikowej parafia Zmartwychwstania Pańskiego przystąpiła do ruchu Żywej Cerkwi. Funkcjonowała do 1930, gdy cerkiew została zamknięta. Rosyjski Kościół Prawosławny odzyskał obiekt w 1989; pierwsze nabożeństwo po kilkudziesięcioletniej przerwie odbyło się w święto Paschy w 1990. W roku następnym na kopule cerkwi na nowo umieszczono krzyż.
Cerkiew jest przeznaczona dla 4000 wiernych.